# Medalla de las Fuerzas Armadas Expedicionarias
La Medalla de las Fuerzas Armadas Expedicionarias (en inglés: Armed Forces Expeditionary Medal, AFEM) es una medalla militar de las Fuerzas armadas de los Estados Unidos, que fue creada en el año 1961 por una Orden Ejecutiva del presidente John Kennedy. La medalla es entregada por haber participado en "cualquier campaña militar de Estados Unidos para las cuales ninguna otra medalla de servicio esté autorizada".

## Criterio
La Medalla de las Fuerzas Armadas Expedicionarias puede ser autorizada por tres categorìas de operaciones: operaciones militares estadounidenses, operaciones militares estadounidenses en apoyo directo de las Naciones Unidas y operaciones estadounidenses de asistencia a naciones extranjeras amigas. La medalla debería ser entregada solo para aquellas operaciones para las cuales no existe aprobada ninguna otra medalla estadounidense de campaña.
Desde su concepción original en el año 1961, la Medalla de las Fuerzas Armadas Expedicionarias ha sido entregada por la participación estadounidense en sobre cuarenta y cinco campañas militares designadas. La primera campaña de la AFEM fue la crisis de los misiles en Cuba y la medalla fue entregada por servicio militar entre octubre de 1962 y junio de 1963. Después de su otorgamiento original, la AFEM fue hecha retroactiva hasta el año 1958 y se entregó por acciones en el Líbano, Taiwán, República del Congo, Quemoy y Matsu, y por servicio en Berlín entre los años 1961 y 1963.
Durante los primeros años de la Guerra de Vietnam, la Medalla de las Fuerzas Armadas Expedicionarias fue entregada para las operaciones iniciales en Vietnam del Sur, Laos y Camboya. Se pretendía que la Medalla de las Fuerzas Armadas Expedicionarias reemplazara a la Medalla Expedicionaria del Cuerpo de Marines y la Medalla Expedicionaria de la Armada. En el año 1965, con la creación de la Medalla por Servicio en Vietnam, la AFEM fue descontinuada para el servicio en la Guerra de Vietnam. Como la Medalla por Servicio en Vietnam fue autorizada retroactivamente, aquellos miembros que habían recibido previamente la AFEM les fue dada la opción de cambiar la Medalla de las Fuerzas Armadas Expedicionarias por la Medalla por Servicio en Vietnam. En el año 1968, la AFEM fue entregada por las operaciones navales en defensa del USS Pueblo, buque que fue capturado por Corea del Norte, así como por la de Servicio Coreano, y entregada por las operaciones en Tailandia y Camboya en el año 1973. Debido a estas condecoraciones durante el periodo de la guerra de Vietnam, a algún personal militar les fue entregada tanto la Medalla de las Fuerzas Armadas Expedicionarias como la Medalla por Servicio en Vietnam. En el año 2003, con la creación de la Medalla Expedicionaria de la Lucha Global contra el Terrorismo, la AFEM fue descontinuada para Irak, Arabia Saudita y Kuwait. Después del 18 de marzo de 2003, algún personal se volvió elegible para la Medalla de las Fuerzas Armadas Expedicionarias, así como para la Medalla Expedicionaria de la Lucha Global contra el Terrorismo. Sin embargo, sólo una medalla puede ser otorgada y los individuos o unidades que fueron desplegados al Golfo para la Operación Southern Watch y que inmediatamente fueron llevados a la Operación Iraqi Freedom, no son elegibles para ambas medallas.
Comenzando en el año 1992 se realizó un esfuerzo para eliminar la AFEM en favor de las medallas específicas para cada campaña y la recientemente creada Medalla por Servicio en las Fuerzas Armadas. Sin embargo, a la fecha la Medalla de las Fuerzas Armadas Expedicionarias aún es listada en los documentos de precedencia y la medalla aún es considerada una medalla de servicio activa.

## Apariencia
La Medalla de las Fuerzas Armadas Expedicionarias es entregada como una medalla de bronce de 1,25 pulgadas (32 mm) de diámetro. En el anverso se ve un águila, con las alas desplegadas e invertidas (representando la fortaleza de las Fuerzas Armadas de Estados Unidos), parada sobre una vaina de espada a medio desenfundar, y súper impuesta sobre una rosa de los vientos de ocho puntas (representando la disponibilidad a servir donde sea necesario) todo dentro de la inscripción "ARMED FORCES" (en castellano: FUERZAS ARMADAS) en la parte superior y "EXPEDITIONARY SERVICE" (en castellano: SERVICIO EXPEDICIONARIO) en la parte inferior con una rama de laurel a cada lado. En el reverso se encuentra el escudo de armas de Estados Unidos sobre dos ramas de laurel separadas por una bala, todo dentro de la inscripción "UNITED STATES OF AMERICA" (en castellano ESTADOS UNIDOS DE AMÉRICA). La cinta es de 1,375 pulgadas (34,93 mm) de ancho y consiste de las siguientes franjas: 3/32 de pulgada (2,38 mm) de color verde; 3/32 de pulgada (2,38 mm) de color amarillo dorado; 3/32 de pulgada (2,38 mm) de color marrón; 3/32 de pulgada (2,38 mm) de color negro; 7/32 de pulgada (5,56 mm) de color celeste; 1/16 de pulgada (1,59 mm) de color azul marino; 1/16 de pulgada (1,59 mm) de color blanco; 1/16 de pulgada (1,59 mm) de color escarlata; 7/32 de pulgada (5,56 mm) de color celeste; 3/32 de pulgada (2,38 mm) de color negro; 3/32 de pulgada (2,38 mm) de color marrón; 3/32 de pulgada (2,38 mm) de color amarillo dorado; y 3/32 de pulgada (2,38 mm) de color verde. Adjudicaciones adicionales de la medalla son denotadas por estrellas de servicio, también está autorizado el distintivo cabeza de flecha para los miembros a los que se les ha otorgado la medalla por haber participado en asaltos aerotransportados o anfibios. También está autorizada la Insignia de Operaciones de Combate de la Fuerza de Infantería de Marina de la Flota para ciertos marineros.

## Operaciones aprobadas

### Operaciones militares estadounidenses
Después del fin de la Guerra de Vietnam, la Medalla de las Fuerzas Armadas Expedicionarias fue entregada por varias operaciones militares en Panamá, Granada y la Operación El Dorado Canyon en Libia.
| Área u Operación                             | Fecha de Inicio         | Fecha de Término         |
| Quemoy y Islas Matsu                         | 23 de agosto de 1956    | 1 de junio de 1963       |
| Líbano                                       | 1 de julio de 1958      | 1 de noviembre de 1958   |
| Estrechos de Taiwán                          | 23 de agosto de 1958    | 1 de enero de 1959       |
| Berlín                                       | 14 de agosto de 1961    | 1 de junio de 1963       |
| Cuba                                         | 24 de octubre de 1962   | 1 de junio de 1963       |
| Congo                                        | 23 de noviembre de 1964 | 27 de noviembre de 1964  |
| República Dominicana                         | 28 de abril de 1965     | 21 de septiembre de 1966 |
| Corea                                        | 1 de octubre de 1966    | 30 de junio de 1974      |
| Camboya (Evacuación-Operación Eagle Pull)    | 11 de abril de 1975     | 13 de abril de 1975      |
| Vietnam (Evacuación Operación Frequent Wind) | 29 de abril de 1975     | 30 de abril de 1975      |
| Operación Mayagüez                           | 15 de mayo de 1975      |                          |
| Granada (Operación Urgent Fury)              | 23 de octubre de 1983   | 21 de noviembre de 1983  |
| Libia (Operación El Dorado Canyon)           | 12 de abril de 1986     | 17 de abril de 1986      |
| Panamá (Operación Just Cause)                | 20 de diciembre de 1989 | 31 de enero de 1990      |
| Haití (Operación Secure Tomorrow)            | 29 de febrero de 2004   | 15 de junio de 2004      |

### Operaciones estadounidenses en apoyo directo a las Naciones Unidas
También la medalla está autorizada para varias acciones de las Naciones Unidas, tales como los esfuerzos de mantenimiento de la paz en Bosnia y Somalia.
| Área u Operación                                                              | Fecha de Inicio        | Fecha de Término        |
| República Democrática del Congo                                               | 14 de julio de 1960    | 1 de septiembre de 1962 |
| Somalía (Operación Restore Hope, Operación United Shield)                     | 5 de diciembre de 1992 | 31 de marzo de 1995     |
| Ex República de Yugoslavia (Operación Joint Endeavor y Operación Joint Guard) | 1 de junio de 1992     | 20 de junio de 1998     |
| Ex República de Yugoslavia (Operación Joint Forge)                            | 21 de junio de 1998    | 2 de diciembre de 2004  |

### Operaciones estadounidenses de asistencia a naciones extranjeras amigas
La AFEM ha sido entregada por numerosas operaciones en el Golfo Pérsico, la más notable siendo la Operación Earnest Will, que se inició en el año 1987 y duró hasta el inicio de la Operación Desert Shield. Después del término de la Operación Tormenta del Desierto, y el inicio de las misiones de mantenimiento de la paz y de sanciones contra Irak, la Medalla de las Fuerzas Armadas Expedicionarias fue entregada nuevamente por varias operaciones tales como la Operación Northern Watch, la Operación Southern Watch y la Operación Vigilant Sentinel.
| Área u Operación                                      | Fecha de Inicio         | Fecha de Término        |
| Vietnam (Servicio General)                            | 1 de julio de 1958      | 3 de julio de 1965      |
| Laos                                                  | 19 de abril de 1961     | 7 de octubre de 1962    |
| Camboya (Operaciones de Apoyo a Vietnam)              | 29 de marzo de 1973     | 15 de agosto de 1973    |
| Tailandia (Operaciones de Apoyo a Camboya)            | 29 de marzo de 1973     | 15 de agosto de 1973    |
| El Salvador                                           | 1 de enero de 1981      | 1 de febrero de 1992    |
| Líbano                                                | 1 de junio de 1983      | 1 de diciembre de 1987  |
| Golfo Pérsico (Operación Earnest Will)                | 24 de julio de 1987     | 1 de agosto de 1990     |
| Suroeste de Asia (Operación Southern Watch)           | 1 de diciembre de 1995  | 18 de marzo de 2003     |
| Suroeste de Asia (Operación de Interdicción Marítima) | 1 de diciembre de 1995  | 18 de marzo de 2003     |
| Suroeste de Asia (Operación Vigilant Sentinel)        | 1 de diciembre de 1995  | 15 de febrero de 1997   |
| Suroeste de Asia (Operación Northern Watch)           | 1 de enero de 1997      | 18 de marzo de 2003     |
| Suroeste de Asia (Operación Desert Thunder)           | 11 de noviembre de 1988 | 22 de diciembre de 1998 |
| Suroeste de Asia (Operación Desert Fox)               | 16 de diciembre de 1998 | 22 de diciembre de 1998 |
| Suroeste de Asia (Operación Desert Spring)            | 31 de diciembre de 1998 | 18 de marzo de 2003     |

## Condecoraciones similares
La Medalla Expedicionaria de la Lucha Global contra el Terrorismo es de naturaleza similar a la AFEM y fue entregada por la Operación Enduring Freedom  y la Operación Iraqi Freedom hasta junio de 2005 cuando fue reemplazada por la Medalla por la Campaña en Irak para las operaciones directamente en Irak y la Medalla por la Campaña en Afganistán para las operaciones directamente en Afganistán. Actualmente la Medalla de las Fuerzas Armadas Expedicionarias no es entregada por las operaciones en el Medio Oriente, pero puede ser reactiva para futuras campañas que pueden no calificar ya sea para la Medalla Expedicionaria de la Lucha Global contra el Terrorismo, la Medalla por la Campaña en Iraq o la Medalla por la Campaña en Afganistán.
La Armada de los Estados Unidos y el Cuerpo de Marines de los Estados Unidos entregan dos condecoraciones similares, la Medalla Expedicionaria de la Armada y la Medalla Expedicionaria del Cuerpo de Marines. En la era moderna, los miembros del servicio autorizados para una de estas medallas ocasionalmente le es permitido escoger entre recibir la Medalla de las Fuerzas Armadas Expedicionarias o la medalla expedicionaria específica de cada servicio. La AFEM y las Medallas Expedicionarias de la Armada y del Cuerpo de Infantería de Marina no pueden ser entregadas simultáneamente por la misma acción.
La Fuerza Aérea de Estados Unidos también mantiene una condecoración conocida como la Cinta por Servicio Expedicionario de la Fuerza Aérea. A pesar de la similitud en los nombres, esta condecoración no está relacionada con la Medalla de las Fuerzas Armadas Expedicionarias y más bien es entregada por deberes desempañados en los despliegues de la Fuerza Aérea.